# Cistecephaloides
Cistecephaloides es un género extinto de terápsido dicinodonto.